# Municipio de Lovington
El municipio de Lovington (en inglés: Lovington Township) es un municipio ubicado en el condado de Moultrie en el estado estadounidense de Illinois. En el año 2010 tenía una población de 1623 habitantes y una densidad poblacional de 11,94 personas por km².

## Geografía
Según la Oficina del Censo de los Estados Unidos, el municipio tiene una superficie total de 135.95 km², de la cual 135,91 km² corresponden a tierra firme y (0,03 %) 0,04 km² es agua.

## Demografía
Según el censo de 2010, había 1623 personas residiendo en el municipio de Lovington. La densidad de población era de 11,94 hab./km². De los 1623 habitantes, el municipio de Lovington estaba compuesto por el 97,97 % blancos, el 0,37 % eran afroamericanos, el 0,31 % eran amerindios, el 0,31 % eran asiáticos, el 0,18 % eran de otras razas y el 0,86 % eran de una mezcla de razas. Del total de la población el 0,25 % eran hispanos o latinos de cualquier raza.